# NGC 5504
NGC 5504 (ook: NGC 5504A) is een balkspiraalstelsel in het sterrenbeeld Ossenhoeder. Het hemelobject werd op 7 juni 1880 ontdekt door de Franse astronoom Édouard Jean-Marie Stephan.

## Synoniemen
- UGC 9085
- MCG 3-36-81
- ZWG 103.114
- KUG 1409+160
- PGC 50718